# Puccinia zoysiae
Puccinia zoysiae ist eine Ständerpilzart aus der Ordnung der Rostpilze (Pucciniales). Der Pilz ist ein Endoparasit Rötegewächsgattung Paederia sowie des Süßgrases Zoysia pungens. Symptome des Befalls durch die Art sind Rostflecken und Pusteln auf den Blattoberflächen der Wirtspflanzen. Sie ist in Ostasien und Nordamerika verbreitet.

## Merkmale

### Makroskopische Merkmale
Puccinia zoysiae ist mit bloßem Auge nur anhand der auf der Oberfläche des Wirtes hervortretenden Sporenlager zu erkennen. Sie wachsen in Nestern, die als gelbliche bis braune Flecken und Pusteln auf den Blattoberflächen erscheinen.

### Mikroskopische Merkmale
Das Myzel von Puccinia zoysiae wächst wie bei allen Puccinia-Arten interzellulär und bildet Saugfäden, die in das Speichergewebe des Wirtes wachsen. Die Aecien des Pilzes besitzen 16–21 × 12–17 µm große, farblose Aeciosporen von kugeliger bis breit eiähnlicher Form mit runzliger Oberfläche. Die hellgelben Uredien der Art wachsen beidseitig auf den Blättern der Wirtspflanze. Ihre gelblichen bis goldenen Uredosporen sind für gewöhnlich eiförmig bis ellipsoid, 17–22 × 15–18 µm groß und fein stachelwarzig. Die beidseitig wachsenden Telien der Art sind schwarzbraun und früh unbedeckt. Die haselnussbraunen Teliosporen des Pilzes sind zweizellig, in der Regel ellipsoid und 0–40 × 16–22 µm groß. Ihre Stiele sind gelblich und bis zu 100 µm lang.

## Verbreitung
Das bekannte Verbreitungsgebiet von Puccinia zoysiae umfasst China, Japan und die USA.

## Ökologie
Die Wirtspflanzen von Puccinia zoysiae sind für den Haplonten verschiedene Paederia-Arten sowie Zoysia pungens für den Dikaryonten. Der Pilz ernährt sich von den im Speichergewebe der Pflanzen vorhandenen Nährstoffen, seine Sporenlager brechen später durch die Blattoberfläche und setzen Sporen frei. Die Art verfügt über einen Entwicklungszyklus mit Telien, Uredien, Spermogonien und Aecien und macht einen Wirtswechsel durch.